# Lettere di uno sconosciuto
Lettere di uno sconosciuto ( 归来S 歸來S, guīláiP) è un film del 2014 diretto da Zhang Yimou, distribuito in Italia il 26 marzo 2015.
La storia è tratta dal romanzo The Criminal Lu Yanshi (陆犯焉识; 陸犯焉識), scritto dalla scrittrice cinese Geling Yan.

## Trama
Lu Yanshi, un ex professore internato in un campo di lavoro durante la Rivoluzione Culturale, dopo dieci anni, durante un trasferimento in treno, fugge dalla prigionia e trova il modo di arrivare alla casa in cui abitano la moglie Feng Wanyu e la figlia Dan Dan, studentessa dell'accademia di danza. Le due donne, messe sull'avviso dalle autorità del partito, sanno di non poter aiutare Lu a nascondersi, ma lui comunica alla moglie, tramite la figlia e poi anche con un biglietto passato sotto la porta di casa, dove potrà trovarlo la mattina seguente. Dan Dan, impegnata nelle prove di un balletto, aveva l'opportunità di essere scelta nel ruolo di protagonista ma la notizia della fuga del padre le ha precluso questa possibilità. La ragazza, allora, con la speranza di poter riavere l'ambito ruolo, denuncia il padre rivelando al delegato del partito dove potrà trovare il fuggitivo.
Lu Yanshi viene arrestato e rimandato nel campo di lavoro, dove rimane ancora tre anni. Quando, nel 1979, viene riabilitato torna finalmente a casa e, alla stazione, trova la figlia che ha lasciato l'accademia, e ora vive nella fabbrica tessile dove lavora. Lu va a casa per incontrare la moglie, ma lei soffre di turbe mentali e frequenti amnesie, non lo riconosce e lo manda via. Lu trova alloggio in un magazzino vicino alla casa e si prodiga in ogni modo pur di stare vicino alla moglie. Lei continua a vivere nel ricordo del marito che ha amato e del quale attende il ritorno il 5 di ogni mese, come lui le aveva scritto in una missiva, ma quanto a Lu a volte gradisce il suo aiuto e a volte lo scambia con un suo persecutore. Quando arriva un baule con le lettere mai spedite che lui le scriveva dalla prigionia, avendo lei difficoltà a decifrare la calligrafia, si presta a leggergliele e ne scrive di nuove per tranquillizzarla e riconciliarla con la figlia.